# Sedna IV
Pour les articles homonymes, voir Sedna.
Le Sedna IV  est une goélette à trois mâts à coque en acier renforcée pour la glace, employée pour des expéditions scientifiques océanographiques et la production de films documentaires. 

## Description
Pour sa propulsion, le Sedna IV a une réserve de diesel de 78 000 litres qui lui donne une autonomie de 10 000 milles marins avec une hélice à pas variable. Il  dispose également de voiles Indo en toile d'acrylique de 557 mètres carrés (génois 190 m2, trinquette 92 m2, misaine 96 m2, grand-voile 96 m2 et brigantine 83 m2).
Il a été équipé en 2001 d'un studio de cinématographie, d'une salle de montage et d'équipements de tournage en haute définition. L'équipage utilise aussi de l'équipement scientifique de haute précision pour recueillir, compiler et analyser les données de leurs expéditions de recherche. Le navire est également relié à l'Internet par satellite.

## Histoire

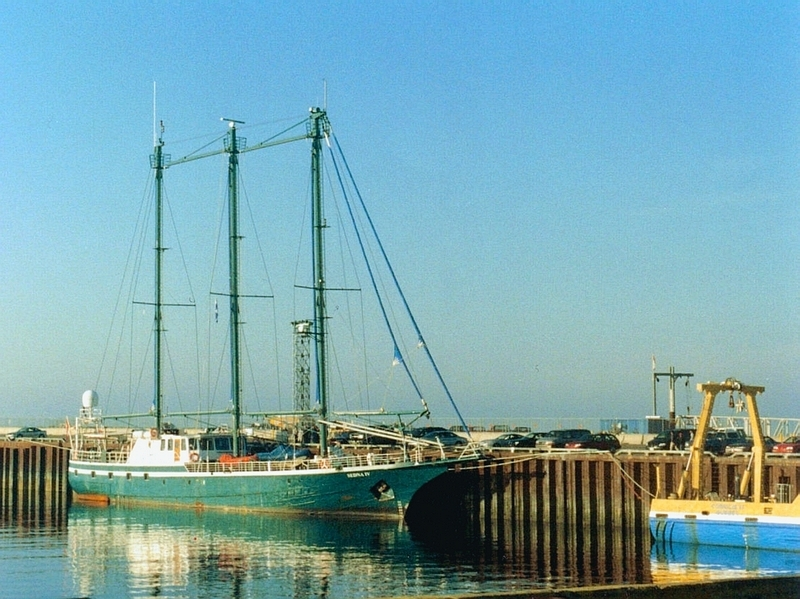
Le Sedna IV près du navire océanographique Coriolis II, au port de Rimouski en 2004.

Ce chalutier a été construit en 1957, et baptisé Bielefeld. En 1992, ses propriétaires l'ont fait rénover et modifier en voilier trois-mâts en Allemagne. Il est alors rebaptisé le Sedna IV. Sedna est une déesse légendaire du peuple Inuit. Depuis 2001, il est la propriété d'un groupe d'investissement canadien, un groupe de passionnés des îles de la Madeleine au Québec, qui ont fait l’acquisition du voilier. Ils ont aussi créé la Fondation Sedna : « Pour favoriser l'action environnementale positive de tous, par l'éducation » et aider à comprendre qu'il faut changer nos comportements envers notre planète.
Puis, en 2002, le Sedna IV a réalisé le passage du Nord-Ouest de l'Atlantique au Pacifique par le grand Nord canadien, traversée de l'est vers l'ouest, le même difficile parcours qui fut réalisée pour la toute première fois au XXe siècle par le NGCC Labrador en 1954.
De septembre 2005 à novembre 2006, les douze membres de l'équipage ont mené une mission scientifique de même que cinématographique de 430 jours. Cette aventure les a menés jusqu'en Antarctique pour y mesurer les changements profonds du climat.
Depuis, ils enchaînent les missions océanographiques arctiques et antarctiques.
En octobre 2011, après avoir passé plus de deux ans à Gaspé, le Sedna IV complète une remise en état globale au chantier Naval Forillon de Sandy Beach. Jean Lemire biologiste et cinéaste, et le « chef de mission », espère qu'en novembre 2011, ils pourront quitter Gaspé. Ils préparent le navire afin d'accomplir une nouvelle et très longue expédition scientifique autour du monde, prévue sur trois ans, c'est-à-dire jusqu'en 2015.
Le 18 avril 2012, Jean Lemire et son équipe quittent Gaspé, à l'aventure sur leur voilier océanique, pour la plus longue expédition scientifique de ce navire jusqu'à maintenant. De même en mai 2012, un site web sera lancé, pour suivre la mission en direct et avoir la chance de communiquer avec l’équipage sur tous les sujets ayant rapport aux travaux, découvertes et leurs motivations profondes d'une telle expédition à l'échelle du globe.